# Тарбеев, Тимофей Никитич
Тимофей Никитич Тарбеев — воевода и стольник XVII века.

## Биография
Впервые Тарбеев упоминается в 1676 году дворянином московским. 
С сентября 1679 по 1681 год он был воеводой в Дедилове. 
В 1679 году Т. Н. Тарбеев получил две царских грамоты о высылке стрелецкого хлеба, 26 октября того же года — грамоту о сборе ямских и полотняничных денег. 
В грамоте от 26, 28 и 29 января 1680 года Тимофею Никитичу Тарбееву предписывается высылать ратных людей, оставшихся после разбора, произведенного Никитой Ксенофонтовичем Таракановым, в город Курск к боярину Петру Ивановичу Хованскому по случаю войны с султаном и Крымским ханом. 
В грамоте от 3 февраля 1680 года приказано ему оберегаться от татар, следить за их появлением, оповещать своевременно окрестных жителей и созывать их в осаду вместе с имуществом. 29 марта приказ ему выслать половину дедиловских пушкарей по жребию в Севск к боярину Ромодановскому в полк Ягана Купера, и в грамоте от 26 апреля подтверждение с исполнением высылки торопиться. 
В ноябре Тарбееву приказано было всех московских чинов людей вместе с детьми, братьями и племянниками выслать к 1 январю 1681 года к Москве к царскому смотру по случаю войны с султаном и крымским ханом. В том же году Тарбеев получил грамоты о высылке подвод в Тулу к князю Перфилию Ивановичу Шаховскому под военные запасы, о сборе полуполтины со двора на покупку пяти тысяч лошадей, которым быть под пушками и под всякой полковой казной для воинских походов, о сборе полтины и десятой деньги. 
9 марта 1681 года Тарбеев получил грамоту о сборе даточных людей. 
В 1680 году Тимофей Никитич Тарбеев был пожалован в стольники.